# 玉壁の戦い
玉壁の戦い（ぎょくへきのたたかい）は、中国の南北朝時代に玉壁（現在の山西省運城市稷山県）において起こった東魏軍と西魏軍の間の攻城戦である。

## 経緯
546年10月、東魏の丞相高歓は西魏の韋孝寛の守備する玉壁を攻撃した。東魏軍は昼夜休まず城を攻め立てたが、韋孝寛の防備は堅かった。城中から鉄面の兵士が出たため、高歓は元溢に射させ、出るたびにその目に当てた。高歓は李業興の孤虚術を用いて、城の北側に兵を集めた。城の北側は天険であった。高歓は城の南に土山を築き、これを利用して進入しようとした。城壁の上にふたつの楼閣があり、韋孝寛は木を縛ってこれをつなぎ、土山より高くなるようにして進入を防いだ。高歓は地中に穴を掘って十道を作った。韋孝寛は長い塹壕を掘って、地下道に対策しており、塹壕の上に選抜した西魏軍の兵士を待機させていた。地下道が塹壕に到達すると、西魏兵が東魏兵を捕らえて殺害した。また韋孝寛は塹壕の外に積んだ柴を用意しておき、東魏兵が地下道を通ってくると、西魏兵が柴に火をつけて投げ込み、東魏兵を焼き焦がした。東魏軍は攻車に城を撞かせて、城壁を破壊して兵士を進入させようとした。韋孝寛は布を縫って長い幕をつくり、攻車のところに向けて張り出すと、車は城壁を破壊することができなかった。東魏軍は松と麻を縛って竿をつくり、布に油をしみこませて火をつけ、楼閣を焼こうとした。韋孝寛は長鉤を作り、火竿がやってくると、鉤で竿を割って、松と麻を落とした。東魏軍は城の四面に地下道を掘って二十道を作り、地中の樑柱を火で焼くと、柱が折れて城壁は崩れた。韋孝寛は崩れたところを木柵でおおって防いだため、東魏軍は進入することができなかった。城外に攻撃の手立てが尽きたころ、韋孝寛は東魏軍の拠る土山を奪った。高歓は祖珽を派遣して韋孝寛を説得しようとしたが、韋孝寛は相手にしなかった。高歓は城主を斬って降伏する者に高位を与えることを約束する矢文を城中に射こませたが、韋孝寛は自らその矢文の文面を背にして城外に射返し、「高歓を斬ることのできた者はこれに準じる」と叫んだ。攻城戦は50日間に及んだが、東魏軍は城を陥落させることができず、戦死および病死する兵士は7万人におよんだ。11月庚子、高歓は玉壁の包囲を解いて退却した。
西魏は防戦の功労者の韋孝寛に驃騎大将軍・開府儀同三司の位を与え、爵位を建忠公に進めた。